# Eleições legislativas de 2015 em Oeiras

## Resultados Oficiais
| Partido                 | Partido                        | Votos   | %               | +/-   |
| ----------------------- | ------------------------------ | ------- | --------------- | ----- |
|                         | Portugal à Frente              | 36 076  | 38,50 / 100,00  | 15,06 |
|                         | Partido Socialista             | 30 183  | 32,21 / 100,00  | 7,97  |
|                         | Bloco de Esquerda              | 10 010  | 10,68 / 100,00  | 4,93  |
|                         | Coligação Democrática Unitária | 7 154   | 7,63 / 100,00   | 0,02  |
|                         | Pessoas–Animais–Natureza       | 2 041   | 2,18 / 100,00   | 0,60  |
|                         | LIVRE/Tempo de Avançar         | 1 519   | 1,62 / 100,00   | Novo  |
|                         | Outros                         | 3 504   | 3,74 / 100,00   |       |
| Votos Inválidos         | Votos Inválidos                | 3 222   | 3,44 / 100,00   | 0,68  |
| Total                   | Total                          | 93 709  | 100,00 / 100,00 |       |
| Eleitorado/Participação | Eleitorado/Participação        | 145 197 | 64,54 / 100,00  | 1,74  |
| Fonte                   | Fonte                          | [ 1 ]   | [ 1 ]           | [ 1 ] |

## Resultados por Freguesia
Os resultados seguintes referem-se aos partidos que obtiveram mais de 1,00% dos votos:
| Freguesia                                            | %     | %     | %     | %     | %    | %    | Votantes |
| Freguesia                                            | PÀF   | PS    | BE    | CDU   | PAN  | L    | Votantes |
| ---------------------------------------------------- | ----- | ----- | ----- | ----- | ---- | ---- | -------- |
| Algés, Linda-a-Velha e Cruz Quebrada - Dafundo       | 40,18 | 32,92 | 9,59  | 7,36  | 1,98 | 1,71 | 26 867   |
| Barcarena                                            | 34,32 | 30,66 | 12,59 | 10,29 | 2,38 | 1,23 | 7 649    |
| Carnaxide e Queijas                                  | 36,59 | 33,19 | 10,50 | 8,28  | 2,06 | 1,61 | 19 424   |
| Oeiras e São Julião da Barra, Paço de Arcos e Caxias | 41,30 | 30,49 | 10,74 | 6,53  | 2,33 | 1,70 | 32 483   |
| Porto Salvo                                          | 29,29 | 36,25 | 12,92 | 9,04  | 2,32 | 1,39 | 7 286    |
| Oeiras                                               | 38,50 | 32,21 | 10,68 | 7,63  | 2,18 | 1,62 | 93 709   |

#### Algés, Linda-a-Velha e Cruz Quebrada - Dafundo
| Partido                 | Partido                        | Votos  | %               |
| ----------------------- | ------------------------------ | ------ | --------------- |
|                         | Portugal à Frente              | 10 794 | 40,18 / 100,00  |
|                         | Partido Socialista             | 8 845  | 32,92 / 100,00  |
|                         | Bloco de Esquerda              | 2 576  | 9,59 / 100,00   |
|                         | Coligação Democrática Unitária | 1 978  | 7,36 / 100,00   |
|                         | Pessoas–Animais–Natureza       | 533    | 1,98 / 100,00   |
|                         | LIVRE/Tempo de Avançar         | 459    | 1,71 / 100,00   |
|                         | Outros                         | 855    | 3,17 / 100,00   |
| Votos Inválidos         | Votos Inválidos                | 827    | 3,07 / 100,00   |
| Total                   | Total                          | 26 867 | 100,00 / 100,00 |
| Eleitorado/Participação | Eleitorado/Participação        | 41 364 | 64,95 / 100,00  |

#### Barcarena
| Partido                 | Partido                         | Votos  | %               | +/-   |
| ----------------------- | ------------------------------- | ------ | --------------- | ----- |
|                         | Portugal à Frente               | 2 625  | 34,32 / 100,00  | 12,58 |
|                         | Partido Socialista              | 2 345  | 30,66 / 100,00  | 4,00  |
|                         | Bloco de Esquerda               | 963    | 12,59 / 100,00  | 6,28  |
|                         | Coligação Democrática Unitária  | 787    | 10,29 / 100,00  | 0,41  |
|                         | Pessoas–Animais–Natureza        | 182    | 2,38 / 100,00   | 0,53  |
|                         | LIVRE/Tempo de Avançar          | 94     | 1,23 / 100,00   | Novo  |
|                         | Partido Democrático Republicano | 86     | 1,12 / 100,00   | Novo  |
|                         | PCTP/MRPP                       | 77     | 1,01 / 100,00   | 0,13  |
|                         | Outros                          | 220    | 2,88 / 100,00   |       |
| Votos Inválidos         | Votos Inválidos                 | 270    | 3,53 / 100,00   | 0,76  |
| Total                   | Total                           | 7 649  | 100,00 / 100,00 |       |
| Eleitorado/Participação | Eleitorado/Participação         | 11 391 | 67,15 / 100,00  | 0,66  |

#### Carnaxide e Queijas
| Partido                 | Partido                        | Votos  | %               |
| ----------------------- | ------------------------------ | ------ | --------------- |
|                         | Portugal à Frente              | 7 108  | 36,59 / 100,00  |
|                         | Partido Socialista             | 6 447  | 33,19 / 100,00  |
|                         | Bloco de Esquerda              | 2 040  | 10,50 / 100,00  |
|                         | Coligação Democrática Unitária | 1 609  | 8,28 / 100,00   |
|                         | Pessoas–Animais–Natureza       | 400    | 2,06 / 100,00   |
|                         | LIVRE/Tempo de Avançar         | 312    | 1,61 / 100,00   |
|                         | Outros                         | 740    | 3,79 / 100,00   |
| Votos Inválidos         | Votos Inválidos                | 768    | 3,96 / 100,00   |
| Total                   | Total                          | 19 424 | 100,00 / 100,00 |
| Eleitorado/Participação | Eleitorado/Participação        | 29 478 | 65,89 / 100,00  |

#### Oeiras e São Julião da Barra, Paço de Arcos e Caxias
| Partido                 | Partido                        | Votos  | %               |
| ----------------------- | ------------------------------ | ------ | --------------- |
|                         | Portugal à Frente              | 13 415 | 41,30 / 100,00  |
|                         | Partido Socialista             | 9 905  | 30,49 / 100,00  |
|                         | Bloco de Esquerda              | 3 490  | 10,74 / 100,00  |
|                         | Coligação Democrática Unitária | 2 121  | 6,53 / 100,00   |
|                         | Pessoas–Animais–Natureza       | 757    | 2,33 / 100,00   |
|                         | LIVRE/Tempo de Avançar         | 553    | 1,70 / 100,00   |
|                         | Outros                         | 1 173  | 3,60 / 100,00   |
| Votos Inválidos         | Votos Inválidos                | 1 069  | 3,29 / 100,00   |
| Total                   | Total                          | 32 483 | 100,00 / 100,00 |
| Eleitorado/Participação | Eleitorado/Participação        | 50 929 | 63,78 / 100,00  |

#### Porto Salvo
| Partido                 | Partido                        | Votos  | %               | +/-   |
| ----------------------- | ------------------------------ | ------ | --------------- | ----- |
|                         | Partido Socialista             | 2 641  | 36,25 / 100,00  | 5,53  |
|                         | Portugal à Frente              | 2 134  | 29,29 / 100,00  | 13,77 |
|                         | Bloco de Esquerda              | 941    | 12,92 / 100,00  | 6,04  |
|                         | Coligação Democrática Unitária | 659    | 9,04 / 100,00   | 0,01  |
|                         | Pessoas–Animais–Natureza       | 169    | 2,32 / 100,00   | 0,74  |
|                         | LIVRE/Tempo de Avançar         | 101    | 1,39 / 100,00   | Novo  |
|                         | PCTP/MRPP                      | 73     | 1,00 / 100,00   | 0,44  |
|                         | Outros                         | 280    | 3,84 / 100,00   |       |
| Votos Inválidos         | Votos Inválidos                | 288    | 3,96 / 100,00   | 0,60  |
| Total                   | Total                          | 7 286  | 100,00 / 100,00 |       |
| Eleitorado/Participação | Eleitorado/Participação        | 12 035 | 60,54 / 100,00  | 1,24  |